# Ringelnatz-Gesellschaft

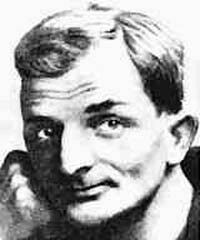
Joachim Ringelnatz

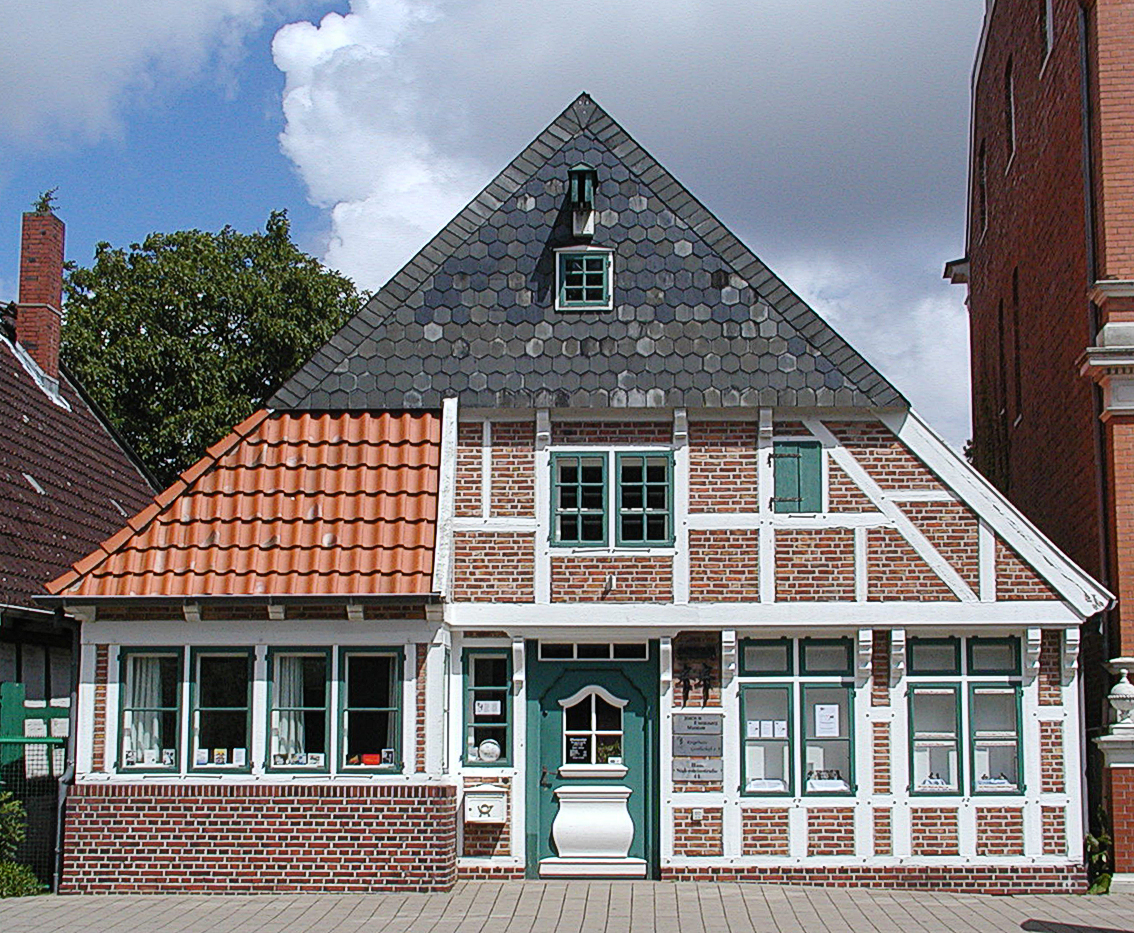
Joachim-Ringelnatz-Museum, Cuxhaven; Sitz der Joachim-Ringelnatz-Stiftung und der Ringelnatz-Gesellschaft

Die überregionale Ringelnatz-Gesellschaft e. V. wurde im Jahr 2004 zur Unterstützung der Arbeit der Joachim-Ringelnatz-Stiftung in Cuxhaven gegründet; ihr gehören ca. 150 Mitglieder aus dem Bundesgebiet an.
Der Verein unterstützt durch ehrenamtliche Arbeiten das Joachim-Ringelnatz-Museum und fördert Vorträge, Lesungen oder Publikationen über Leben und Werk des Dichters Joachim Ringelnatz, den Ankauf von Exponaten für das Museum in Cuxhaven und die Ausstattung und Unterhaltung des Museumsgebäudes.